# TIBCO-Silicon Valley Bank/Saison 2021
Dieser Artikel listet den Kader und die Siege des UCI Women’s Teams TIBCO-Silicon Valley Bank in der Straßenradsport-Saison 2021 auf.

## Kader
| Teamkader 2021                     | Teamkader 2021    | Teamkader 2021         | Teamkader 2021                   |
| Name                               | Geburtsdatum      | Land                   | Vorheriges Team                  |
| ---------------------------------- | ----------------- | ---------------------- | -------------------------------- |
| Eva Buurman                        | 7. September 1994 | Niederlande            | Boels Dolmans (2020)             |
| Leah Dixon                         | 26. August 1991   | Vereinigtes Königreich | Brother UK-Tifosi-Onform (2019)  |
| Tanja Erath                        | 7. Oktober 1989   | Deutschland            | Canyon-SRAM Racing (2020)        |
| Veronica Ewers (24. Aug.–31. Dez.) | 1. September 1994 | Vereinigte Staaten     | Fount Cycling Guild (2021)       |
| Kristen Faulkner                   | 18. Dezember 1992 | Vereinigte Staaten     |                                  |
| Sarah Gigante                      | 6. Oktober 2000   | Australien             | RoxSolt Attaquer (2019)          |
| Nina Kessler                       | 4. Juli 1988      | Niederlande            | Hitec Products-Birk Sport (2018) |
| Emma Langley                       | 23. November 1995 | Vereinigte Staaten     | Team Illuminate (2020)           |
| Emily Newsom                       | 4. September 1983 | Vereinigte Staaten     |                                  |
| Diana Peñuela                      | 8. September 1986 | Kolumbien              | Alé Cipollini (2019)             |
| Lauren Stephens                    | 28. Dezember 1986 | Vereinigte Staaten     | Cylance (2018)                   |
| Maddy Ward                         | 25. Juli 1994     | Vereinigte Staaten     |                                  |
| Eri Yonamine                       | 25. April 1991    | Japan                  | Alé BTC Ljubljana (2020)         |
|                                    |                   |                        |                                  |
| Quelle: ProCyclingStats            |                   |                        |                                  |

### Siege
| Siege    | Siege                                                      | Siege              | Siege  | Siege            | Siege |
| Datum    | Rennen                                                     | Staat              | Klasse | Siegerin         |       |
| -------- | ---------------------------------------------------------- | ------------------ | ------ | ---------------- | ----- |
| 3. Feb.  | Australische Meisterschaften, Einzelzeitfahren der Frauen  | Australien         | CN     | Sarah Gigante    |       |
| 20. Jun. | US-amerikanische Meisterschaften, Straßenrennen der Frauen | Vereinigte Staaten | CN     | Lauren Stephens  |       |
| 12. Aug. | Tour of Scandinavia, 1. Etappe                             | Norwegen           | 2.WWT  | Kristen Faulkner |       |
| 27. Aug. | Joe Martin Stage Race Women, 2. Etappe                     | Vereinigte Staaten | 2.2    | Emma Langley     |       |
| 28. Aug. | Joe Martin Stage Race Women, 3. Etappe                     | Vereinigte Staaten | 2.2    | Emma Langley     |       |